# Лавина (фільм)
«Лавина» — радянський художній фільм 1975 року, знятий режисерами Миколою Кошелєвим і Валентином Морозовим на кіностудії «Ленфільм».

## Сюжет
За мотивами повісті Ю. Помпєєва «Хібінська Спарта». Розповідь про ентузіастів 1930-х років — першопрохідників Хібін і підкорювачів крижаної тундри.

## У ролях
- Наталія Сайко — Ольга
- Юрій Демич — Вишеславцев
- Микола Мерзлікін — Кондарєв
- Ігор Комаров — Васильєв
- Зураб Капіанідзе — Шенгелія
- Іван Краско — комендант
- Микола Кузьмін — Архіп
- Олексій Мінін — художник
- Вадим Нікітін — Вишеславцев
- Геннадій Дюдяєв — Жвавий

## Знімальна група
- Режисери — Микола Кошелєв, Валентин Морозов
- Сценарист — Борис Вахтін
- Оператор — Валерій Миронов
- Композитор — Ігор Цвєтков
- Художник — Василь Зачиняєв